# Nickelodeon Kids’ Choice Awards 2005

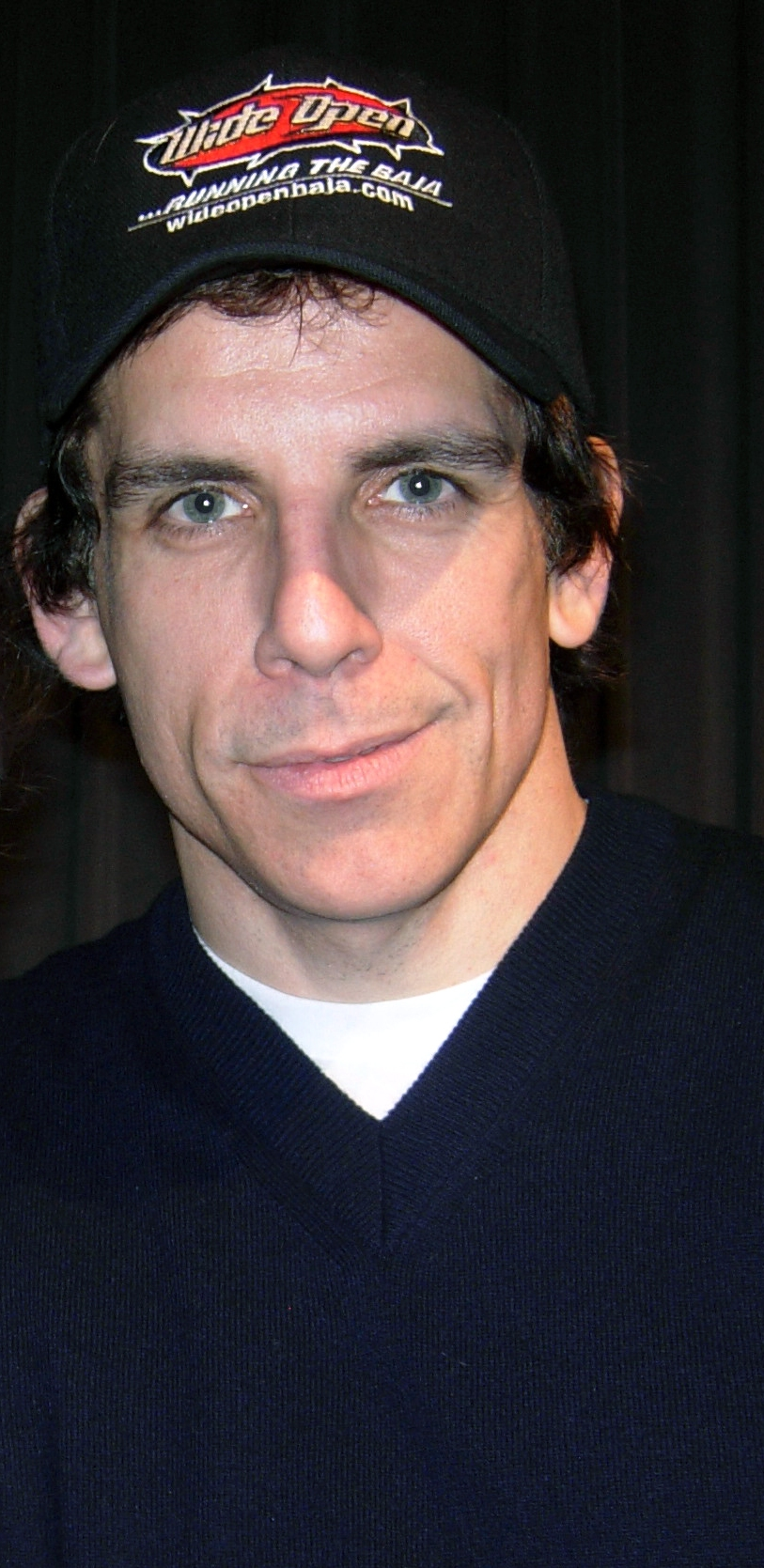
Moderator Ben Stiller (2008)

Die Nickelodeon Kids’ Choice Awards 2005 (KCA) fanden am 2. April 2005 im Pauley Pavilion auf dem Gelände der University of California in Los Angeles statt. Es war die 18. US-amerikanische Preisverleihung der Blimps. Dies sind orangefarbene, zeppelinförmige Trophäen mit dem Logo des Senders Nickelodeon, die in 16 Kategorien vergeben wurden. Darüber hinaus erhielt Queen Latifah den silbernen Wannabe Award. Der Moderator der Verleihung war Schauspieler Ben Stiller. Die zweistündigen Vorberichte vom „orangen Teppich“ namens Countdown to Kids’ Choice wurden von Candace Bailey, Brent Popolizio und Jeff Sutphen, verkleidet als Superheld „Pick Boy“, moderiert.

## Live-Auftritte
Will Smith präsentierte seinen Song Switch, und die Rockband Simple Plan spielte den Titel Shut Up!.

## Schleimduschen
Zur Belustigung erhalten jedes Jahr einige Prominente eine grüne Schleimdusche. Nickelodeon versteht dies als höchste Würdigung. In diesem Jahr waren die Schauspieler Will Ferrell und Johnny Depp sowie der Moderator Ben Stiller an der Reihe. Zudem feuerte Donald Trump mit seinem aus der Show The Apprentice bekannten Kommando „You’re fired!“ eine menschliche Kanonenkugel in ein Netz mit Schleim.

## Kategorien
In 15 Kategorien wurde im Vorfeld abgestimmt. Kinder und Jugendliche konnten ab dem 7. März 2005 über die Internetseiten von Nickelodeon für ihre Kandidaten in den Kategorien Film, Fernsehen und Musik abstimmen. Für das Lieblingsbuch, -Videospiel und den Lieblingssportler wurde per Briefwahl abgestimmt, wozu ein Stimmzettel benötigt wurde, der exklusiv der März-Ausgabe des Nickelodeon-Magazins beigelegt war. Dies war die letzte Briefwahl.
Im Verlauf der Verleihung wurde erstmals der Preis für einen „Promi mit einem verborgenen Talent“ vergeben. Dabei konnte in dieser Kategorie während der Sendung live über nick.com abgestimmt werden. Sieger wurde Jamie Foxx. Nicht zur Abstimmung stand der silberne Wannabe Award, der Queen Latifah verliehen wurde. Dieser Preis wurde von 2001 bis 2008 dem Idol verliehen, das Kinder gerne selbst wären.
Die Gewinner sind fett angegeben.

### Fernsehen
| - American Idol - Drake & Josh - Fear Factor - Lizzie McGuire - SpongeBob Schwammkopf - Cosmo & Wanda – Wenn Elfen helfen - Die Simpsons - Ed, Edd und Eddy | - Raven-Symoné Pearman – Raven blickt durch - Alyssa Milano – Charmed – Zauberhafte Hexen - Eve – Eve - Hilary Duff – Lizzie McGuire - Romeo – Romeo! - Ashton Kutcher – Die wilden Siebziger - Bernie Mac – The Bernie Mac Show - Frankie Muniz – Malcolm mittendrin |

### Film
| - Die Unglaublichen – The Incredibles - Harry Potter und der Gefangene von Askaban - Shrek 2 – Der tollkühne Held kehrt zurück - Spider-Man 2 - Will Smith – Große Haie – Kleine Fische als Oscar - Cameron Diaz – Shrek 2 – Der tollkühne Held kehrt zurück als Fiona - Eddie Murphy – Shrek 2 – Der tollkühne Held kehrt zurück als Esel - Mike Myers – Shrek 2 – Der tollkühne Held kehrt zurück als Shrek | - Hilary Duff – Cinderella Story - Drew Barrymore – 50 erste Dates - Halle Berry – Catwoman - Lindsay Lohan – Girls Club – Vorsicht bissig! - Adam Sandler – 50 erste Dates - Jim Carrey – Lemony Snicket – Rätselhafte Ereignisse - Tim Allen – Verrückte Weihnachten - Tobey Maguire – Spider-Man 2 |

### Musik
| - Green Day - Destiny’s Child - OutKast - The Black Eyed Peas - Burn – Usher - Lose My Breath – Destiny’s Child - My Boo – Usher feat. Alicia Keys - Toxic – Britney Spears | - Avril Lavigne - Alicia Keys - Beyoncé - Hilary Duff - Usher - Chingy - LL Cool J - Nelly |

### Sport

#### Lieblings-Sportler
- Tony Hawk
- Alex Rodríguez
- Mia Hamm
- Shaquille O’Neal

### Andere
| - Shrek 2 (Spiel zum Film) - Große Haie – Kleine Fische (Spiel zum Film) - Scooby Doo 2 – Die Monster sind los (Spiel zum Film) - Spider-Man 2 (Spiel zum Film) - Eine Reihe betrüblicher Ereignisse – A Series of Unfortunate Events – Lemony Snicket - Harry Potter – Joanne K. Rowling - Löcher. Die Geheimnisse von Green Lake – Holes – Louis Sachar - Die Zeitfalte – A Wrinkle in Time – Madeleine L’Engle | - Jamie Foxx – kann seine Augäpfel gleichzeitig in verschiedene Richtungen rollen - Cameron Diaz – zeigte ihre eigene Sprache - Jessica Alba – kann ihren Daumen nach hinten umknicken - Queen Latifah |